# Glockenbechergrab von Wallhöfen
Das Glockenbechergrab von Wallhöfen, einem Ortsteil von Vollersode in der Samtgemeinde Hambergen, liegt auf den Geesthöhen des Teufelsmoores nördlich von Bremen im Elbe-Weser-Dreieck in Niedersachsen.
In dem seit der Steinzeit bevorzugten Siedlungsraum lagen zu Beginn des 20. Jahrhunderts noch mehr als 40 Hügel- und fünf Großsteingräber sowie mehrere Urnenfriedhöfe. Vier Hügelgräber wurden im Zuge des Baus eines Sportzentrums ausgegraben. Der Grabhügel Nr. 70 hat wissenschaftlich besondere Bedeutung.

## Der Hügel
Der Hügel hatte einen Durchmesser von 15 m und eine Resthöhe von etwa einem Meter. In den neuzeitlich gestörten, oberen Schichten kamen Urnenscherben, das Griffende eines Feuersteindolches, Bruchstücke einer bronzenen Armspirale und Leichenbrand zutage. In tieferen Schichten wies eine Steinsetzung, zu der auch ein halbierter Mahlstein gehörte, auf weitere Funde hin. Unterhalb kamen Scherben eines unvollständigen so genannten Riesenbechers zum Vorschein, dessen Höhe von 25 bis 28 cm und Standflächendurchmesser von etwa acht Zentimetern sich rekonstruieren ließen. Ein tiefer liegendes Hügelplanum zeigte Reste eines etwas unrunden Steinkranzes, von dem zumeist nur die Standspuren gefunden wurden. Im Steinkranz lag, südöstlich vom Mittelpunkt, ein großer Findling zusammen mit einer flachen Steinplatte in situ. Der aufrecht stehende Stein hat eine glatt geschliffene Seite, die ebenso zum Hügelzentrum wies, wie die davor gelegene flache Steinplatte, auf der und in deren Umgebung Holzkohleflitter lagen. Im gleichen Planum war eine Grabenfüllung zu erkennen, die nicht konzentrisch zum Steinkreis lag, sondern um etwa einen Meter nach Osten verschoben war und im Grundriss die Form einer Spirale mit eineinhalb Windungen hatte. Der äußere Umriss des Spiralgrabens stellte ein Oval dar, dessen größere Achse Ost-West orientiert war.
Im westlichen Brennpunkt des Grabenovals, zeichnet sich eine weitere, jedoch viel kleinere ovale Grabenfüllung ab. Der zugehörige Graben hatte eine Durchschnittsbreite von 0,5 m. Der östliche Bogen des Grabens war mit neun etwa kopfgroßen Steinen besetzt, die nicht bis zur Sohle reichten, sondern in unterschiedlicher Tiefe lagen. Der Befund deutete auf ein Schachtgrab der Einzelgrabkultur dessen Umrisse im tieferen Planum deutlich wurden. Die Grundfläche des ovalen Grabes betrug 1,5 auf 1,0 m. 60 cm unter Bodenniveau wurde ein Gefäßrand sichtbar, der sich als intakter aufrecht stehender Glockenbecher erwies. Die weiteren Beigaben bestanden aus einer Pfeilspitze und einem Klingenkratzer aus Feuerstein.

## Der Glockenbecher

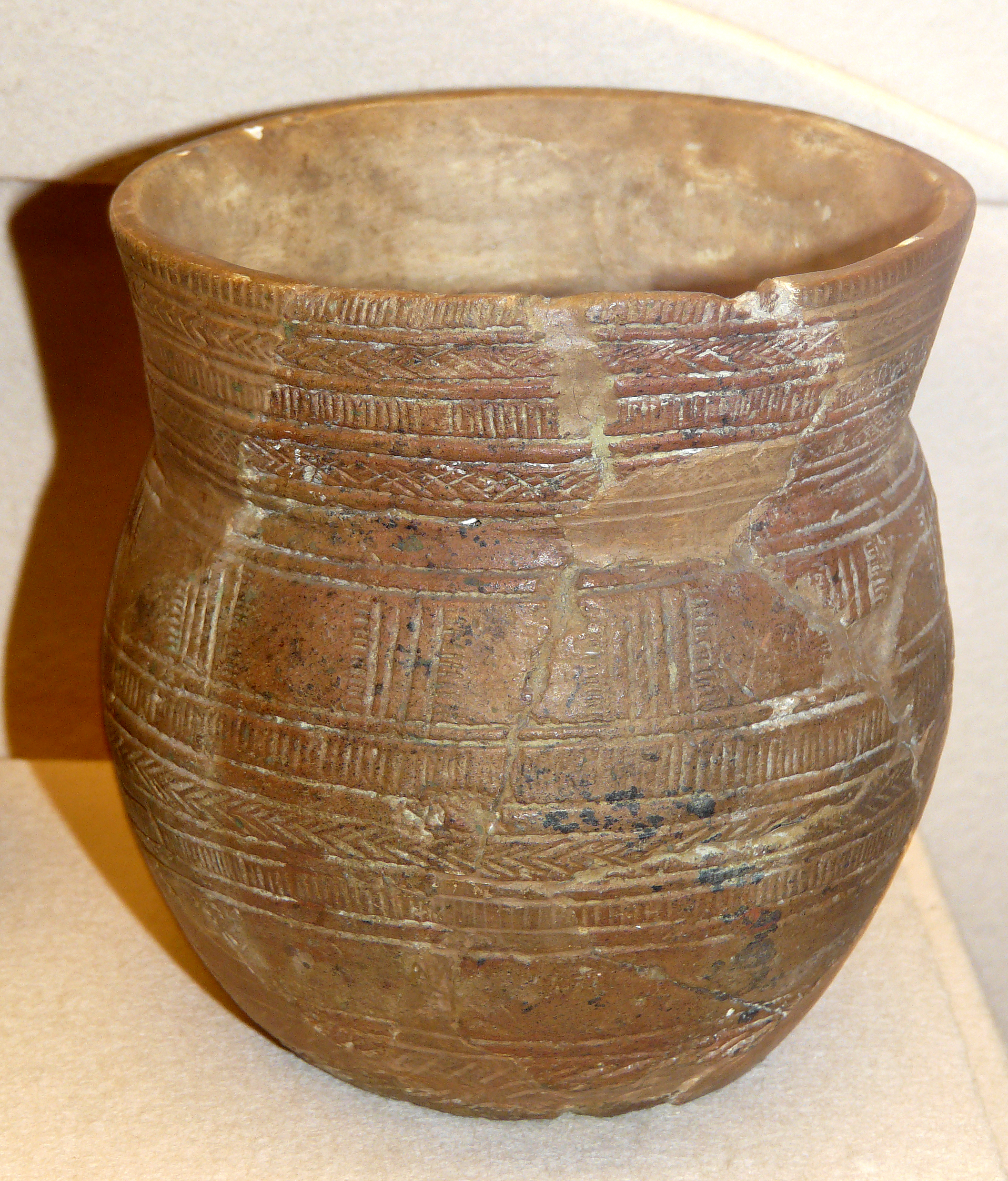
Vergleichsbild: Glockenbecher aus Goch

Der vollständig erhaltene Becher der Glockenbecherkultur besitzt ein gedrungenes S-Profil, ohne Bodenabsatz, mit einer Weite von 14,3 cm nahe dem unteren Viertel. Sein Mündungsdurchmesser beträgt 15 cm. Er hat eine Höhe von 19,6 cm und eine Standfläche von 7,7 cm. Die hellbraun-rötliche Oberfläche ist fast poliert. Der Ton ist fein geschlämmt und gemagert, im Bruch rot, mit hellgrauem Mittelstreifen. Das Dekor zeigt einen Wechsel von verzierten und unverzierten waagerecht umlaufenden Bereichen. Die fünf, etwa gleichmäßig verteilten flächig gefüllte Zierstreifen haben etwas unterschiedliche Breiten. Der unterste und oberste Zierstreifen haben einen geringeren Abstand zur Standfläche bzw. zur Gefäßmündung. Die vier oberen Zierstreifen sind mit alternierendem Fischgrätmuster gefüllt. Der untere Streifen hat eine einfache Schrägschraffur. Die Zierstreifen sind von doppelten oder einfachen Stempellinien gefasst. Linien und Muster sind mit einem vermutlich dreizinkigen Zahnstock- oder Kammstempel eingedrückt worden.

## Der Riesenbecher

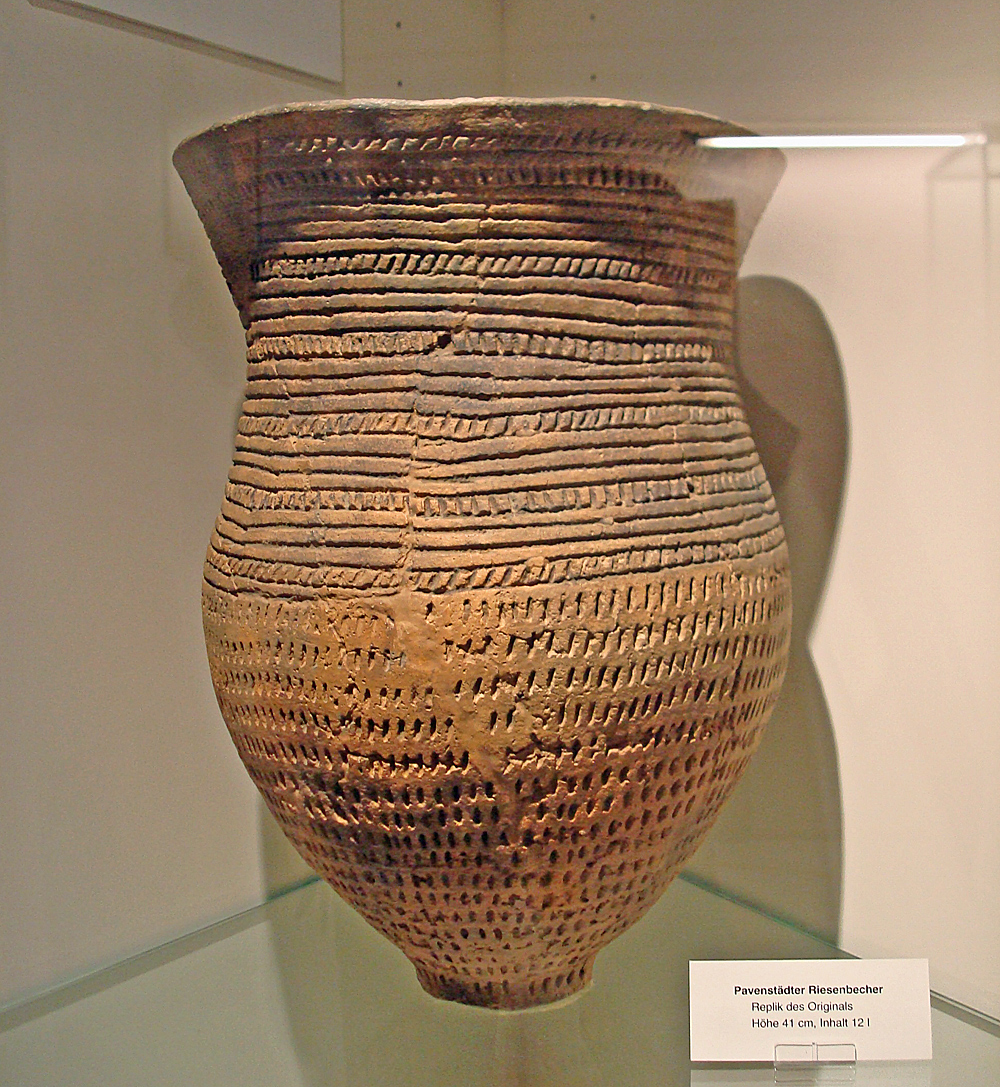
Vergleichsbild: Riesenbecher aus Gütersloh-Pavenstädt

Riesenbecher bzw. ihre Fragmente kommen gelegentlich in norddeutschen Hügelgräbern vor. Sie liegen jedoch oft an Stellen, die keine stratigraphische Einordnung gestatten. Im vorliegenden Fall handelt es sich um die Teilniederlegung eines Riesenbechers. Die stratigraphische Lage zeigt, dass der Riesenbecher zur Glockenbecherbestattung gehört. Die gleichen Leute, die die Bestattung vornahmen, haben im Zuge der Hügelaufschüttung auch die Riesenbecherfragmente über dem Steingrab „deponiert“. Damit müssen Riesen- und Glockenbecher gleichzeitig in Gebrauch gewesen sein.

## Kontext
Dieser Bechertyp ist in Norddeutschland und den Niederlanden, mehrfach vertreten. Er kann an die Typologie von Willem Glasbergen und J. D. van der Waals angeschlossen werden und gehört er zu den Glockenbechern mit „beginnender Zonen-Zusammenziehung“ vom Typ 2. Die trianguläre Pfeilspitze besitzt im Verband eines geschlossenen Grabfundes in Niedersachsen keine, jedoch in den Niederlanden eine Parallele. Klingenkratzer kommen gelegentlich im Inventar von Glockenbecherbestattungen vor. Sie sind im nördlichen Niedersachsen jedoch charakteristischer als Beigabe der Einzelgrabkultur. Das Ost-West orientierte Schachtgrab entspricht ebenfalls der Konvention der Einzelgrabkultur. Aber in den Niederlanden und im Landkreis Goslar am Nordharz sind vielfach auch Glockenbechergräber so orientiert. Da sich in Wallhöfen keinerlei Skelettreste oder sonstige Spuren des Bestatteten feststellen ließen, musste die Lage der Beigaben für die Totenhaltung und -ausrichtung in Betracht gezogen werden. Sie spricht für eine linksseitige Hockerlage mit dem Kopf im Osten und der Blickrichtung nach Süden. Die Pfeilspitze weist die Bestattung als Männergrab aus.
Orientierung und Ausrichtung des Grabes müssen nicht notwendigerweise von der Einzelgrabkultur entlehnt sein. Hingegen dürfen die ovale Form des Schachtes, die Ovalspirale des Kreisgrabens sowie die Überhügelung der Anlage Elemente darstellen, die von den Trägern der Einzelgrabkultur übernommen wurden.